# Athlétisme aux Jeux panarabes de 2023
Navigation
Édition précédente
Les épreuves d'athlétisme lors des Jeux panarabes de 2023 se déroulent du 4 au 7 juillet 2023 au stade Miloud-Hadefi d'Oran en Algérie.
L'Algérie domine le classement des médailles (35 médailles dont 14 en or, 8 en argent et 13 en bronze). Le Bahreïn (25 médailles dont 14 en or, 6 en argent et 5 en bronze) et l'Égypte (5 médailles d'or) complètent le top 3 des nations.

## Résultats

### Hommes
| Épreuve              | Or                                                                                               | Or              | Argent                                                              | Argent          | Bronze                                                                                             | Bronze          |
| -------------------- | ------------------------------------------------------------------------------------------------ | --------------- | ------------------------------------------------------------------- | --------------- | -------------------------------------------------------------------------------------------------- | --------------- |
| 100 m                | Saeed Alkhaldi (BHR)                                                                             | 10 s 22         | Chakir Machmour (MAR)                                               | 10 s 24         | Barakat Al-Harthi (OMA)                                                                            | 10 s 37         |
| 200 m                | Chakir Machmour (MAR)                                                                            | 20 s 73         | Mohamed Obaid Al-Saadi (OMA)                                        | 20 s 94         | Taha Hussein Yaseen (IRQ)                                                                          | 20 s 99         |
| 400 m                | Ashraf Osman (QAT)                                                                               | 45 s 26         | Hamza Dair (MAR)                                                    | 45 s 81         | Musa Isah (BHR)                                                                                    | 45 s 85         |
| 800 m                | Slimane Moula (ALG)                                                                              | 1 min 46 s 87   | Essa Ali Kzwani (KSA)                                               | 1 min 47 s 71   | Abdessalem Ayouni (TUN)                                                                            | 1 min 48 s 19   |
| 1 500 m              | Abdelatif Sadiki (MAR)                                                                           | 3 min 37 s 61   | Fouad Messaoudi (MAR)                                               | 3 min 37 s 99   | Zouhair Aouad (BHR)                                                                                | 3 min 38 s 17   |
| 5 000 m              | Birhanu Balew (BHR)                                                                              | 14 min 21 s 89  | Hafid Rizqy (MAR)                                                   | 14 min 23 s 32  | Salim Keddar (ALG)                                                                                 | 14 min 23 s 47  |
| 10 000 m             | Dawit Admasu (BHR)                                                                               | 29 min 8 s 80   | Mouhcine Outalha (MAR)                                              | 29 min 17 s 40  | Youcef Addouche (ALG)                                                                              | 29 min 21 s 90  |
| 110 mètres haies     | Amine Bouanani (ALG)                                                                             | 13 s 58         | Yaqoub Alyouha (KUW)                                                | 13 s 67         | Oumar Abakar (QAT)                                                                                 | 14 s 20         |
| 400 mètres haies     | Bassem Hemeida (QAT)                                                                             | 49 s 17         | Abdelmalik Lahoulou (ALG)                                           | 49 s 47         | Saber Boukemouche (ALG)                                                                            | 50 s 10         |
| 3 000 m steeple      | Hichem Bouchicha (ALG)                                                                           | 8 min 24 s 04   | Bilal Tabti (ALG)                                                   | 8 min 25 s 32   | Salah Eddine Ben Yazide (MAR)                                                                      | 8 min 28 s 59   |
| 4 × 100 m            | Oman Rashid Huwaishal Al Aasmi Barakat Al-Harthi Mohamed Obaid Al-Saadi Ali Anwar Ali Al-Balushi | 39 s 70         | Bahreïn Ebrahim Omar Yaqoob Yaqoob Husain Aldoseri Saeed Alkhaldi   | 40 s 19         | Algérie Mohamed Abdelhakim Guettouche Adem-Abdelkader Benyache Idriss Lardj Skander Djamil Athmani | 40 s 35         |
| 4 × 400 m            | Algérie Fouad Hamada Mohamed Ali Gouaned Djamel Sedjati Slimane Moula                            | 3 min 2 s 84    | Maroc Nadir El Haddaoui Rachid Mhamdi El Mehdi Dimokrati Hamza Dair | 3 min 4 s 94    | Irak Yasir Ali Al-Saadi Mohamed Al-Baqer Mohammed Abdulridha Al-Tameemi Taha Hussein Yaseen        | 3 min 6 s 37    |
| 20 kilomètres marche | Shail Abderahmane Aloui (ALG)                                                                    | 1 h 31 min 56 s | Abdenour Ameur (ALG)                                                | 1 h 36 min 17 s | Alnuami Alshaali (UAE)                                                                             | 1 h 43 min 31 s |
| Saut en hauteur      | Fatak Abdul Ghafoor Sanjoor Bait Jaboob (OMA)                                                    | 2,16 m NR       | Hamdi Ali (QAT)                                                     | 2,16 m          | Hichem Bouhanoun (ALG)                                                                             | 2,13 m          |
| Saut à la perche     | Seif Heneida (QAT)                                                                               | 5,51 m NR       | Medhi-Amar Rouana (ALG)                                             | 5,30 m          | Ameer Falih Abdulwahid (IRQ)                                                                       | 5,00 m          |
| Saut en longueur     | Yasser Triki (ALG)                                                                               | 7,83 m          | Zaïd Latif (MAR)                                                    | 7,60 m          | Salim Salem Muslem Al Yarabi (OMA)                                                                 | 7,55 m          |
| Triple saut          | Yasser Triki (ALG)                                                                               | 17,30 m         | Adem Boualbani (ALG)                                                | 16,35 m         | Salim Salem Muslem Al Yarabi (OMA)                                                                 | 15,41 m         |
| Lancer du poids      | Mostafa Amr Hassan (EGY)                                                                         | 20,52 m         | Abdelrahman Mahmoud (BHR)                                           | 19,17 m         | Musab Ibrahim Mohammad Momani (JOR)                                                                | 17,18 m         |
| Lancer du disque     | Moaaz Ibrahim (QAT)                                                                              | 62,48 m         | Eisa Zankawi (KUW)                                                  | 61,48 m         | Oussama Khennoussi (ALG)                                                                           | 58,25 m         |
| Lancer du marteau    | Mostafa El Gamel (EGY)                                                                           | 76,48 m         | Ahmed Amgad Elseify (QAT)                                           | 69,61 m         | Mohsen Mohamed Anani (TUN)                                                                         | 67,69 m         |
| Lancer du javelot    | Ihab Abdelrahman El Sayed (EGY)                                                                  | 80,50 m         | Ali Essa Al Abdulghani (KSA)                                        | 73,54 m         | Abdulrahman Al Azmi (KUW)                                                                          | 70,83 m         |
| Décathlon            | Larbi Bourrada (ALG)                                                                             | 7 362 pts       | Dhiae Cherif Boudoumi (ALG)                                         | 7 019 pts       | Abd Alsajjad Alsubihawi (IRQ)                                                                      | 6 958 pts       |

### Femmes
| Épreuve              | Or                                                                   | Or            | Argent                                                                 | Argent         | Bronze                                                          | Bronze         |
| -------------------- | -------------------------------------------------------------------- | ------------- | ---------------------------------------------------------------------- | -------------- | --------------------------------------------------------------- | -------------- |
| 100 m                | Edidiong Odiong (BHR)                                                | 11 s 27       | Hajar al-Khaldi (BHR)                                                  | 11 s 35        | Mudhawi Alshammari (KUW)                                        | 11 s 56        |
| 200 m                | Hajar al-Khaldi (BHR)                                                | 23 s 30       | Edidiong Odiong (BHR)                                                  | 23 s 74        | Sara El Hachimi (MAR)                                           | 23 s 89        |
| 400 m                | Oluwakemi Adekoya (BHR)                                              | 51 s 02       | Salma Lehlali (MAR)                                                    | 52 s 98        | Sara El Hachimi (MAR)                                           | 53 s 38        |
| 800 m                | Assia Raziki (MAR)                                                   | 2 min 5 s 17  | Marta Yota (BHR)                                                       | 2 min 5 s 47   | Wafa Zaroual (MAR)                                              | 2 min 7 s 29   |
| 1 500 m              | Marta Yota (BHR)                                                     | 4 min 15 s 30 | Wafa Zaroual (MAR)                                                     | 4 min 18 s 8   | Ghania Rezzik (ALG)                                             | 4 min 20 s 33  |
| 5 000 m              | Bontu Rebitu (BHR)                                                   | 15 min 2 s 22 | Soukaina Atanane (MAR)                                                 | 15 min 34 s 53 | Roselidah Domongole (BHR)                                       | 15 min 44 s 68 |
| 10 000 m             | Bontu Rebitu (BHR)                                                   | 31 min 40 s 2 | Soukaina Atanane (MAR)                                                 | 32 min 37 s 42 | Hanane Qallouj (MAR)                                            | 32 min 48 s 50 |
| 100 mètres haies     | Aminat Yusuf Jamal (BHR)                                             | 13 s 56       | Rahil Hamel (ALG)                                                      | 13 s 56        | Noura Ennadi (MAR)                                              | 13 s 67        |
| 400 mètres haies     | Oluwakemi Adekoya (BHR)                                              | 54 s 36       | Noura Ennadi (MAR)                                                     | 55 s 40        | Aminat Yusuf Jamal (BHR)                                        | 55 s 51        |
| 3 000 m steeple      | Winfred Yavi (BHR)                                                   | 9 min 4 s 58  | Marwa Bouzayani (TUN)                                                  | 9 min 17 s 28  | Ikram Ouaaziz (MAR)                                             | 9 min 43 s 57  |
| 4 × 100 m            | Bahreïn Fatima Mubarak Edidiong Odiong Zenab Mahamat Hajar al-Khaldi | 44 s 44       | Maroc Imane Makrazi Yousra Lajdoud Salma Lehlali Hajar Eddaou          | 46 s 26        | Algérie Loubna Benhadja Manel Benkaci Kaoutar Selmi Rahil Hamel | 46 s 86        |
| 4 × 400 m            | Maroc Sara El Hachimi Noura Ennadi Assia Raziki Wafa Zaroual         | 3 min 35 s 80 | Bahreïn Oluwakemi Adekoya Awtif Ahmed Aminat Yusuf Jamal Zenab Mahamat | 3 min 37 s 73  | Algérie Chaima Benali Chaima Ouanis Roukia Mouici Djamila Zine  | 3 min 42 s 91  |
| 10 kilomètres marche | Souad Azzi (ALG)                                                     | 47 min 0 s    | Syrine El Mejri (TUN)                                                  | 47 min 13 s    | Millissa Touloum (ALG)                                          | 47 min 38 s    |
| Saut en hauteur      | Darina Hadil Rezik (ALG)                                             | 1,77 m        | Rhizlane Siba (MAR)                                                    | 1,75 m         | Maryam Abdulelah (IRQ)                                          | 1,73 m         |
| Saut en longueur     | Esraa Owis (EGY)                                                     | 6,54 m        | Yousra Lajdoud (MAR)                                                   | 6,44 m         | Fatima Mubarak (BHR)                                            | 6,09 m NR      |
| Triple saut          | Esraa Owis (EGY)                                                     | 13,57 m NR    | Wissal Harkas (ALG)                                                    | 12,86 m        | Kaoutar Selmi (ALG)                                             | 12,63 m        |
| Lancer du poids      | Noora Salem Jasim (BHR)                                              | 15,89 m       | Nada Chroudi (TUN)                                                     | 13,96 m        | Lyna Benaibouche (ALG)                                          | 13,64 m        |
| Lancer du disque     | Nabila Bounab (ALG)                                                  | 50,25 m       | Retag Asaiah (LBA)                                                     | 47,30 m        | Fatima Alhosani (UAE)                                           | 43,53 m        |
| Lancer du marteau    | Zahra Tatar (ALG)                                                    | 69,48 m NR    | Zouina Bouzebra (ALG)                                                  | 65,59 m        | Senda Garma (TUN)                                               | 54,40 m        |
| Lancer du javelot    | Ouidad Yesli (ALG)                                                   | 47,18 m       | Farah Tlig (TUN)                                                       | 40,42 m        | Nesrine Lachheb (TUN)                                           | 40,07 m        |
| Heptathlon           | Afaf Benhadja (ALG)                                                  | 5 411 pts     | Nada Chroudi (TUN)                                                     | 5 342 pts      | Ouidad Yesli (ALG)                                              | 4 087 pts      |

## Légende
Records et Performances
- AR : Record continental (area record)
- CR : Record des championnats (championship record)
- MR : Record du meeting (meet record)
- NR : Record national (national record)
- OR : Record olympique (olympic record)
- PR : Record paralympique (paralympic record)
- PB : Record personnel (personal best)
- SB : Meilleure performance personnelle de la saison (season's best)
- WL : Meilleure performance mondiale de l'année (world leader)
- WJR : Record du monde junior (world junior record)
- WR : Record du monde (world record)

Circonstances et Conditions
- DNF : N'a pas terminé (did not finish)
- DNS : N'a pas pris le départ (did not start)
- DQ : Disqualification (disqualification)
- NM : Aucun essai valable enregistré (No Mark)
- Q : Qualifié « directement » au prochain tour (ou à la prochaine compétition), lors d'une compétition majeure, grâce au classement ou à la réalisation des minima (automatic qualifier)
- q : Qualifié au prochain tour (ou à la prochaine compétition), lors d'une compétition majeure, grâce au repêchage ou à la réalisation de l'une des meilleures performances parmi celles des « non qualifiés directement » (grâce au meilleur temps ou à la meilleure distance par exemple) (secondary qualifier)